# Herbert A. Simon

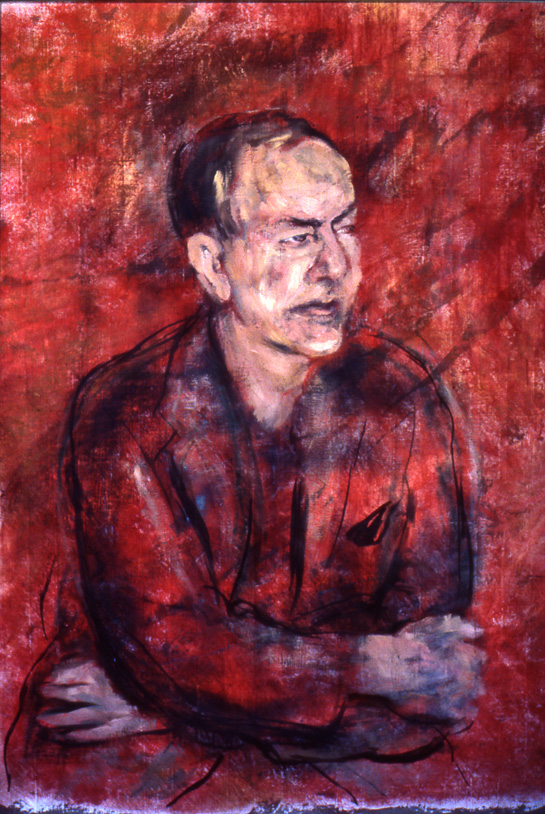
Herbert A. Simon (Gemälde von Richard Rappaport)

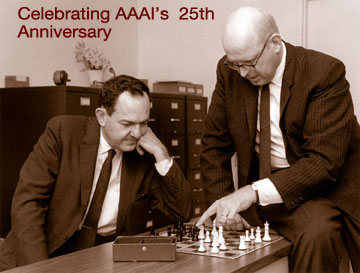
Simon (links) in einer Schachpartie gegen Allen Newell um 1958

Herbert Alexander Simon (* 15. Juni 1916 in Milwaukee, Wisconsin; † 9. Februar 2001 in Pittsburgh, Pennsylvania) war ein US-amerikanischer Sozialwissenschaftler. Im Jahr 1978 erhielt er den Alfred-Nobel-Gedächtnispreis für Wirtschaftswissenschaften „für seine bahnbrechende Erforschung der Entscheidungsprozesse in Wirtschaftsorganisationen“.

## Leben
Simon war Sohn deutschstämmiger Eltern. Sein Vater Arthur Simon, ein Elektroingenieur (TH Darmstadt), war 1903 aus Ebersheim in die USA ausgewandert; seine Mutter Edna Marguerite Merkel, eine Pianistin, hatte Vorfahren in Prag und Köln. Nach der Ausbildung an einer High School strebte er dem Vorbild eines Onkels, einem Sozialwissenschaftler, nach und studierte ab 1933 in Chicago Sozialwissenschaften mit mathematischem Schwerpunkt; er strebte an, die Gesellschaftswissenschaft durch eine analytische und systematische Basis zu stützen. 1936 schloss er sein Studium ab und war bis 1939 als Forschungsassistent in der Stadtverwaltung und von 1939 bis 1942 als Leiter einer Forschungsgruppe an der Universität Berkeley tätig. Sein Thema waren bereits seit seiner Universitätszeit die Entscheidungsfindungsprozesse in Organisationen. Parallel zu seiner Zeit in Berkeley promovierte er an der University of Chicago über Entscheidungsfindung in Verwaltungsorganisationen.
Simon trat 1942 in Chicago am Illinois Institute of Technology eine Stelle als Politologe an, wobei er parallel Kontakte zu Ökonomen (u. a. Milton Friedman) an der University of Chicago aufbaute und Vorlesungen in Wirtschaftswissenschaften hörte. Zu seiner mathematisch-sozialwissenschaftlichen Ausrichtung kam nun eine fundierte Ausbildung in Wirtschaftswissenschaften. Seit 1949 baute er gemeinsam mit anderen Wissenschaftlern am Carnegie Institute of Technology einen Aufbaustudiengang für Industrieverwaltung auf. Außerdem war er Mitglied der Kommission, die für die Koordination des Marshall-Plans verantwortlich war.
Das ursprüngliche Forschungsgebiet der Entscheidungsfindung innerhalb von Organisationen hatte Simon nie ganz verworfen. Das Thema beschäftigte ihn kontinuierlich über die nächsten Jahrzehnte, ohne dass er seine normale Lehrtätigkeit aufgab. Seit 1954 erforschte Simon diese Prozesse mit Hilfe von Computersimulationen, und er entwickelte 1956 mit Allen Newell den Logical Theorist. Dieses Programm war erstmals dazu in der Lage, eine Menge von logischen Theoremen zu beweisen. Konkret führte der Logical Theorist den Beweis von 38 Theoremen aus den Principia Mathematica von Bertrand Russell und Alfred North Whitehead. Dieses Ergebnis war ein Meilenstein der künstlichen Intelligenz, da gezeigt wurde, dass Programme zu Aktionen fähig sind, für die ein Mensch Intelligenz braucht. Ein weiterer wichtiger Schritt hin zum maschinellen Problemlösen war die ebenfalls mit Newell entwickelte Software General Problem Solver (allgemeiner Problemlöser). 1959 wurde Simon  in die American Academy of Arts and Sciences sowie die American Philosophical Society gewählt, 1967 in die National Academy of Sciences.
Daneben war er zwischen 1968 und 1971 im wissenschaftlichen Beraterstab der Präsidenten Johnson und Nixon tätig.

## Privates
Simon war seit 1937 mit Dorothea Pye verheiratet. Das Paar hatte drei Kinder.
Im Februar 2001 starb Simon im Alter von 84 Jahren in Pittsburgh, Pennsylvania.

## Auszeichnungen
- 1975 Turing Award (für die Arbeiten mit Newell)
- 1978 Alfred-Nobel-Gedächtnispreis für Wirtschaftswissenschaften
- 1988 John-von-Neumann-Theorie-Preis
- 1995 IJCAI Award for Research Excellence

## Veröffentlichungen
- Administrative Behavior. A Study of Decision-Making Processes in Administrative Organizations. New York/London 1947
  - Das Verwaltungshandeln. Eine Untersuchung der Entscheidungsvorgänge in Behörden und privaten Unternehmen. Mit einem Vorwort von Chester I. Barnard. Kohlhammer, Stuttgart 1955; Übersetzung der 3. Auflage: Entscheidungsverhalten in Organisationen. Eine Untersuchung von Entscheidungsprozessen in Management und Verwaltung. Verlag Moderne Industrie, Landsberg 1981, ISBN 3-478-39260-8
- mit James G. March: Organizations. 1958; Blackwell, Malden (Mass.) 1993, ISBN 0-631-18631-X
  - Organisation und Individuum. Menschliches Verhalten in Organisationen. Betriebswirtschaftlicher Verlag Gabler, Wiesbaden 1976, ISBN 3-409-38211-9
- The Shape of Automation: for Men and Management. Evanston, New York 1965
  - Perspektiven der Automation für Entscheider. Schnelle, Quickborn 1966
- The Sciences of the Artificial. The MIT Press, Cambridge (MA) 1969
  - Die Wissenschaften vom Künstlichen. Kammerer & Unverzagt, Berlin 1990, ISBN 3-9801050-6-7; 2. Aufl. ebd., ISBN 3-211-82629-7
- Reason in Human Affairs. Stanford University Press, 1983
  - Homo rationalis. Die Vernunft im menschlichen Leben. Campus-Verlag, Frankfurt/New York 1993, ISBN 3-593-34846-2
- Models of my life. Basic Books, New York 1991, ISBN 0-465-04640-1